# Kubbe
Kubbe – miejscowość (småort) w Szwecji w gminie Örnsköldsvik w regionie Västernorrland. Około 129 mieszkańców.